# Brec de Chambeyron
Pour les articles homonymes, voir Chambeyron (homonymie).
Le Brec de Chambeyron est le second sommet du massif de Chambeyron et des Alpes-de-Haute-Provence en termes de hauteur avec 3 383 ou 3 389 mètres d'altitude, juste après l'Aiguille de Chambeyron, à la frontière avec le Piémont.

## Toponymie
Brec (ou Bric) signifie  « pic », « pointe de rocher », « cime », « lieu escarpé », « rocher », mot d'origine gauloise *BRIGA « montagne ».
La carte de Cassini orthographie le toponyme Le Champ beiron. La carte de Guillaume Delisle (1675-1726) « Partie Méridionale du Piémont et du Montferrat », qui date de 1707, indique pour sa part Chamberon.
D'après une source du XIXe siècle, Chambeyron provient de l'occitan chambe, qui signifie « chanvre », d'après un métier ancestral, le paysan qui cultive le chanvre, le « chanvrier »,. Les dictionnaires occitan-français d'Achar et Arnaud proposent une autre étymologie à partir du vivaro-alpin Chambairon lié aux protections des jambes pendant les travaux, désignant des guêtres ou jambières. En patois local, la jambe donne tchamba et pas gamba. Les anciens le prononcent exactement pareil, avec le début du mot Chambeiroun, prononcé Tchambeyroun. Ce serait alors un toponyme lié à l'équipement de montagne nécessaire pour les franchissements vers le Piémont qui ont effectivement de très nombreux longs pierriers et névés. Ce serait un toponyme semblable à Enchastraye (trois lieux différents en Ubaye) qu'on peut traduire par « mettre ses raquettes à neige ». Chastre désigne une petite raquette à neige ronde[réf. à confirmer].

## Ascension
Ce sommet est considéré comme inaccessible jusqu'en 1878, année de son ascension par le versant est situé en territoire italien, par Paul Agnel et Joseph Risoul, habitants de Fouillouse. Victor de Cessole gravit les sommets secondaires de l'arête sud-sud-est en 1907 et 1908 et Aldo Bonacossa réalise le premier parcours intégral de cette arête en 1925. Le couloir nord-est est remonté en 1926 par Bonacossa et P. Rossi.
C'est un sommet intéressant pour les alpinistes et/ou escaladeurs (difficulté PD avec passage III/IV.)
La possibilité de dormir et de se restaurer au refuge Jean Coste (ou refuge du Chambeyron) à 2 626 mètres facilite grandement l'accès à cette course. Le panorama est magnifique et il est recommandé de se lever tôt pour admirer un lever de soleil une fois arrivé au col de la Gypière.

### Approche
En partant du refuge, aller vers le nord-est, en passant à droite de la croix Bujon. Monter, contourner les lacs. De là on aperçoit le col. La montée est assez sévère. Bifurquer ensuite vers l'arête du Brec, descendre côté italien, dépasser un premier éboulis de pierres et commencer à remonter vers une corniche (suivre les cairns, pas évident si on ne connait pas). Ensuite c'est presque tout droit jusqu'au sommet, en passant quelques ressauts.
Redescendre en rappel. Attention à la très mauvaise qualité du rocher, qui se délite facilement, surtout au printemps ou en fin de journée lorsque la neige commence à fondre.

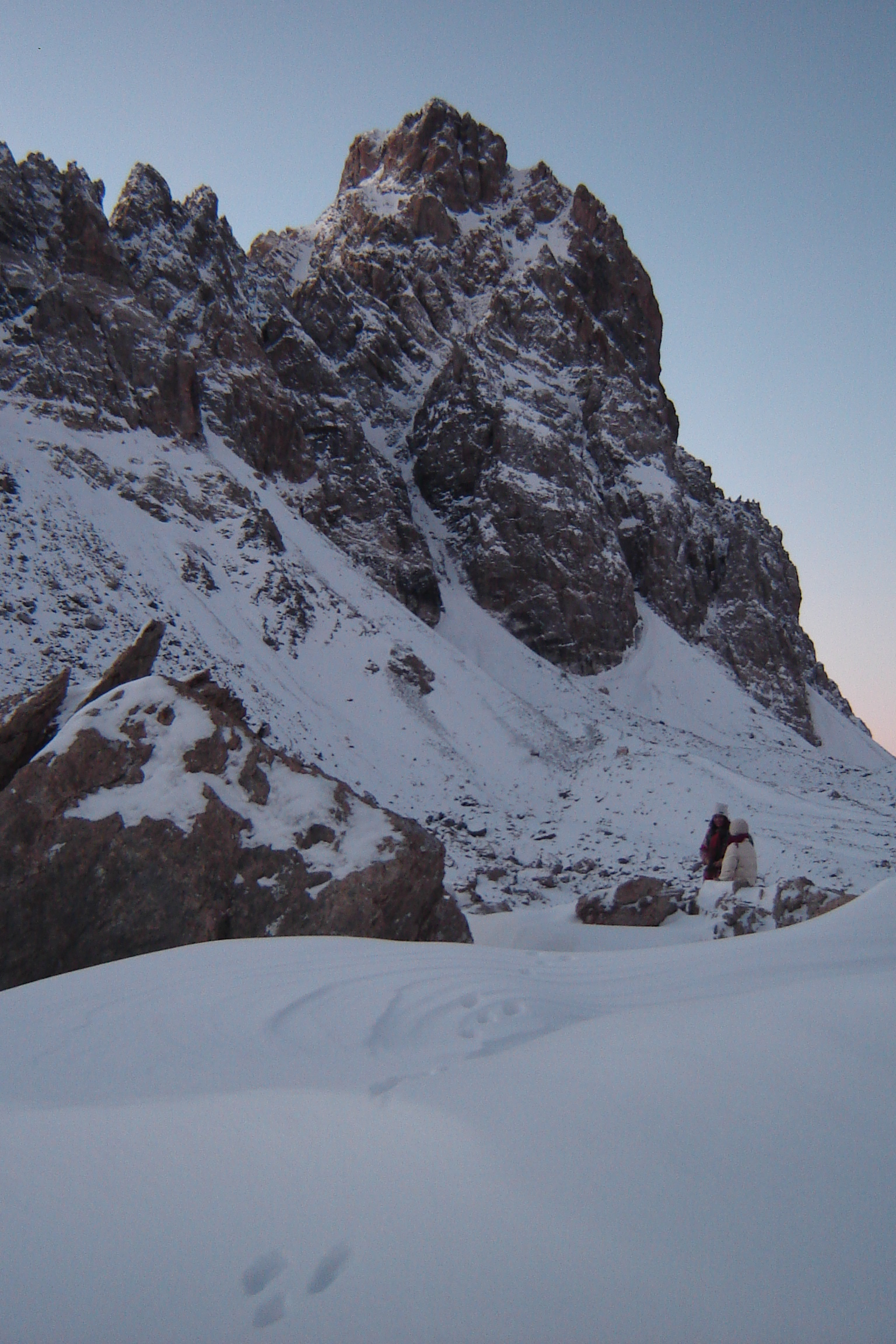
Brec le matin
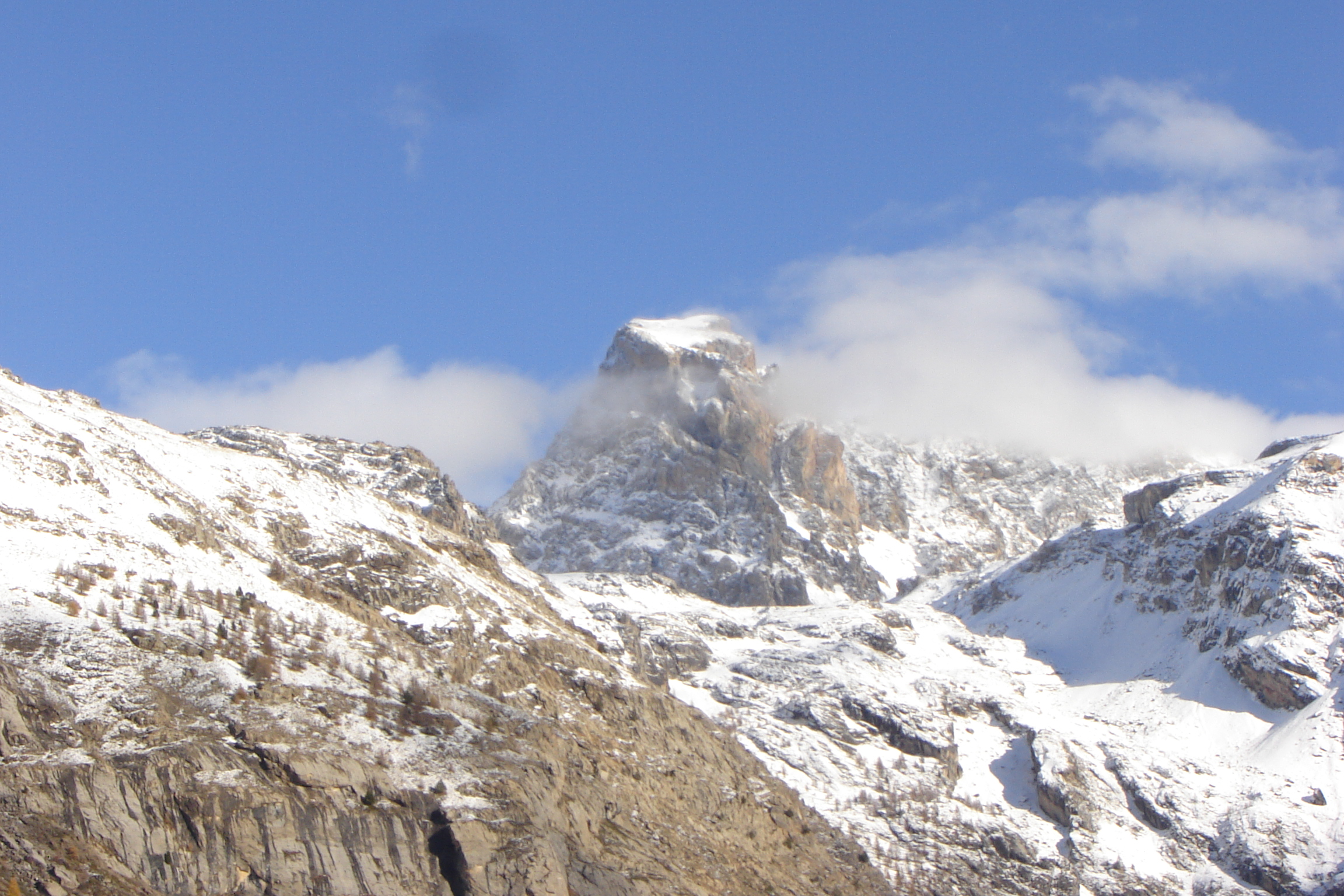
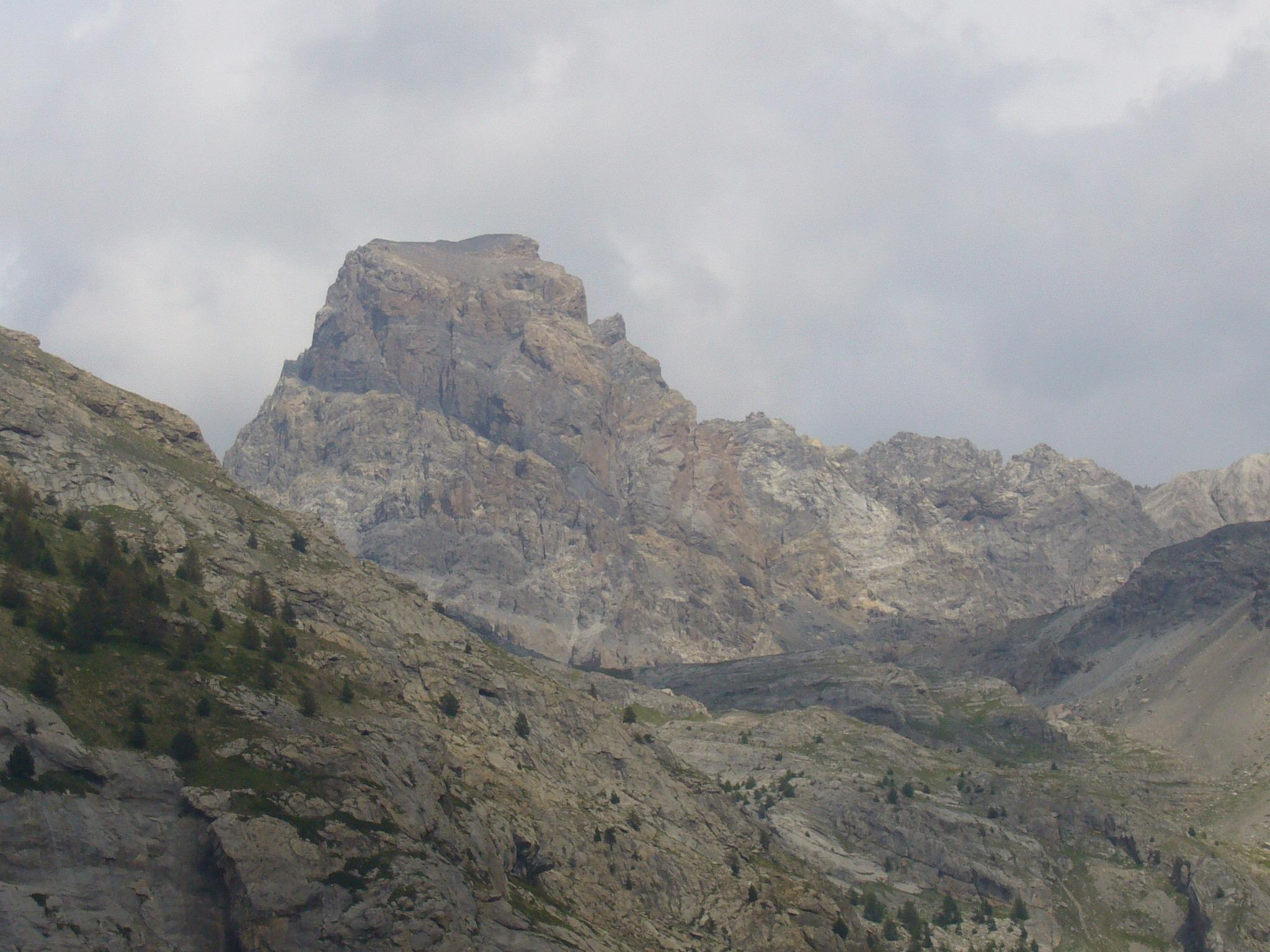
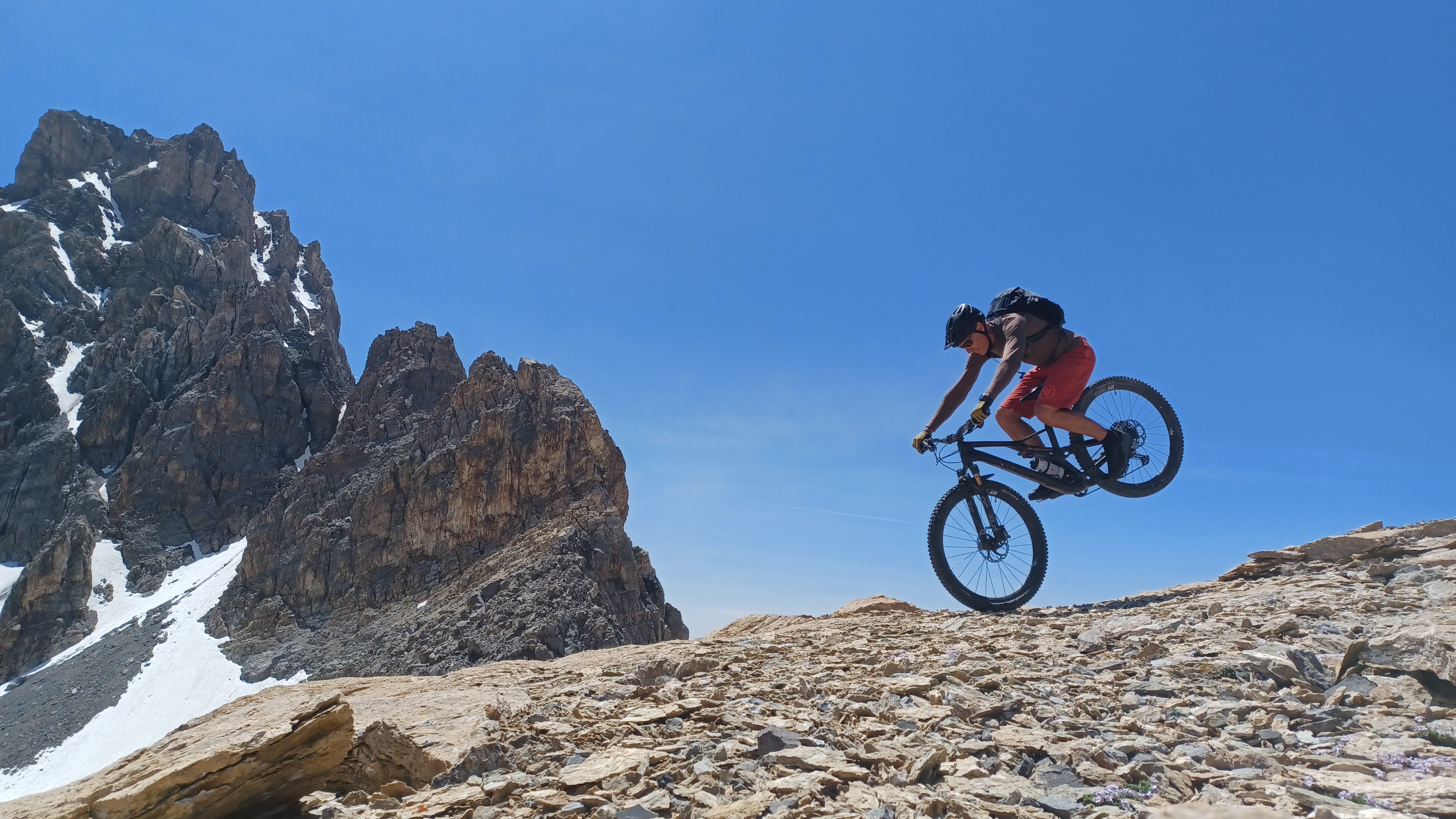
Sols de pierre sous le Brec.